# Liste der Baudenkmäler in Detmold-Nienhagen
Die Liste der Baudenkmäler in Detmold-Nienhagen enthält die denkmalgeschützten Bauwerke auf dem Gebiet von Detmold-Nienhagen in Nordrhein-Westfalen (Stand: September 2024). Diese Baudenkmäler sind in der Denkmalliste der Stadt Detmold eingetragen; Grundlage für die Aufnahme ist das Denkmalschutzgesetz Nordrhein-Westfalen (DSchG NRW).
| Bild                               | Bezeichnung                        | Lage                           | Beschreibung | Bauzeit | Eingetragen seit  | Denkmal- nummer |
| ---------------------------------- | ---------------------------------- | ------------------------------ | ------------ | ------- | ----------------- | --------------- |
| Fachwerkleibzuchtgebäude 16. Jh.   | Fachwerkleibzuchtgebäude 16. Jh.   | Obernienhagen 32 Karte         |              |         | 18. August 1989   | 309             |
| Fachwerk-Bauernhaus                | Fachwerk-Bauernhaus                | Obernienhagen 32 Karte         |              |         | 22. Oktober 1990  | 355             |
| weitere Bilder                     | alter Friedhof                     | Obernienhagen (Friedhof) Karte |              | 1844    | 24. Januar 1991   | 367             |
| Kerngerüst Zweiständerfachwerkhaus | Kerngerüst Zweiständerfachwerkhaus | Unternienhagen 56 Karte        |              |         | 25. Januar 1996   | 486             |
| Bauernhaus von 1809 und 1848       | Bauernhaus von 1809 und 1848       | Unternienhagen 58 Karte        |              |         | 28. Dezember 2001 | 589             |
| BW                                 | Bauernhofanlage                    | Unternienhagen 21 Karte        |              |         | 30. Dezember 2004 | 599             |

- Karte mit allen Koordinaten:
- OSM |
- WikiMap